# Angela Lemppenau-Krüger
Angela Lemppenau-Krüger (geboren 13. Juli 1942) ist eine deutsche Juristin, ehemalige Richterin und Gerichtspräsidentin. Am 19. März 1997 wurde sie zur Präsidentin des Landesarbeitsgerichtes Düsseldorf berufen und hatte dieses Amt bis zu ihrer Pensionierung am 31. Juli 2007 inne. Damit war sie die erste Frau an der Spitze des höchsten Arbeitsgerichts im Bundesland Nordrhein-Westfalen.

## Ausbildung
Nach dem Abitur studierte  Angela Lemppenau-Krüger Jura und beendete das Studium mit der Ersten Juristischen Staatsprüfung. Nach dem Rechtsreferendariat absolvierte sie die Zweite Juristische Staatsprüfung.

## Karriere

### Landesarbeitsgericht Düsseldorf
Nach Stationen als Richterin auf Probe und Richterin wurde die Juristin am 19. März 1997 zur Präsidentin des Landesarbeitsgerichtes Düsseldorf berufen.
Im April 2007 entschied dort der Senat, der von Angela Lemppenau-Krüger als Vorsitzender Richterin geleitet wurde, über den Status von Versicherungsvertretern: Sofern der Versicherungsvertreter ohne eine bestimmte Arbeitsanweisung und die Vorgabe von Fristen tätig werden könne, bestehe ein Handelsvertreterverhältnis und kein Arbeitsverhältnis.
Am 31. Juli 2007 ging Angela Lemppenau-Krüger in den Ruhestand.

### Lehrtätigkeit
1999 leitete sie am Fachbereich Rechtswissenschaft des Institutes für Arbeitsrecht und Recht der Sozialen Sicherheit an der Universität Bonn ein Praktikerseminar zum Thema  ''Die betriebsbedingte Kündigung unter der Geltung des § 1 Abs. 5 KSchG''.

## Engagement
Zu den Wahlen am 2. Dezember 2002 in der Arbeitsgerichtsbarkeit schlug der Richterbund der Arbeitsgerichtsbarkeit (RBA), der berufsständische Interessenverband der Richterinnen und Richter der Arbeitsgerichtsbarkeit, sie als einzige Kandidatin für den Vorsitz vor.
Sie war ab 2003 im Vorstand des ''Freundeskreises Lebensgemeinschaft Eichhof e.V''. Der Eichhof in Much ist ein Dorf für Menschen mit geistiger Behinderung.

## Privatleben
Die Juristin ist mit Henrik Krüger verheiratet. Sie hat einen Sohn.

## Publikationen (Auswahl)
- Wolfgang Bodenbender, Gerhard Bosch, Angela Lemppenau-Krüger, Werner Niemeyer, Wolfgang Peters, Lutz Pollmann, Andreas Schmidt: Neue Selbständigkeit – Chance oder Risiko einer Arbeitsgesellschaft im Umbruch: Zusammenfassung der Ergebnisse der Arbeitsgruppen 1 bis 4 und Podiumsdiskussion. In: Ministerium für Arbeit, Gesundheit und Soziales des Landes Nordrhein-Westfalen: Lohn- und Sozialdumping als Folge von Scheinselbständigkeit: Dokumentation der Fachtagung am 9. Februar 1995 in Bochum. Düsseldorf 1995, S. 33–95.